# 鄭介民
鄭介民（1897年9月18日—1959年12月11日），原名鄭庭炳，别号耀全，廣東文昌人。中華民國陸軍一級上將，军统核心創始人員之一。

## 生平
1924年，鄭介民考入黃埔軍校第二期步兵科。畢業後，長期在戴笠麾下工作；後世作家認為蔣介石建立國民黨情報系統時，欽點了「十三太保」，鄭介民列名其中。
1935年，鄭介民升任參谋本部第二廳第五處處長；兩廣事件時受戴笠命令赴香港以金錢策反陳濟棠建立的廣東海軍，是他在當時職務中最重要的工作成果。1941年升任軍令部第二廳廳長。
1943年2月10日随蒋介石參加開羅會議，負責警衛工作，同年升任少將。1946年兼任北平軍事調處執行部國民政府首席代表，旋改任國防部第二廳中將廳長，後歷任國防部参謀次長、國家安全局局長。
1949年4月9日到溪口:181。同年，隨民國政府前往台湾，任總統府戰略顧問。1951年1月，何應欽赴東京翌日，鄭介民亦密飛東京，並攜有中國大陸反共武裝分布及與台灣聯絡情況:24。1956年4月6日晋升二级上將，时任國防部参謀次長。1959年12月11日凌晨2點在臺北縣北投鎮自宅去世，追晉一級上將。墓地位於新北市八里區。

## 家庭
- 已故國立台灣大學心理系教授，中國國民黨海外工作會、大陸工作會主任委員鄭心雄為其子。[4]。
- 其孫為國立中央大學產業經濟所所長鄭有為[5]。